# Danh sách loạt tác phẩm trò chơi điện tử Square Enix

Logo hiện tại của Square Enix

Đây là danh sách loạt trò chơi điện tử của Square Enix, một công ty phát triển và xuất bản trò chơi điện tử ở Nhật Bản. Công ty thành lập từ sự hợp nhất của Square và Enix vào ngày 1 tháng 4 năm 2003. Tháng 9 năm 2005, sau khi mua lại Taito, Square Enix vẫn tiếp tục phát hành các trò chơi điện tử của riêng mình. Tháng 4 năm 2009, công ty tiếp tục mua lại nhà xuất bản Eidos Interactive, hợp nhất với nhà xuất bản ở Châu Âu và đổi tên thành Square Enix Europe.
Kể từ khi thành lập, Square Enix đã phát triển hoặc xuất bản hàng trăm tựa trò chơi với nhiều thương hiệu trò chơi điện tử khác nhau trên nhiều hệ máy. Công ty này nổi tiếng với những trò chơi điện tử nhập vai, bao gồm Final Fantasy, Dragon Quest và Kingdom Hearts. Trong số các tài sản, bán chạy nhất là loạt Final Fantasy, với tổng doanh thu trên toàn thế giới là hơn 144 triệu bản. Loạt Dragon Quest xuất xưởng hơn 78 triệu bản trên toàn thế giới  và là một trong những loạt trò chơi điện tử phổ biến nhất ở Nhật Bản, còn loạt Kingdom Hearts cũng xuất xưởng hơn 30 triệu bản trên toàn thế giới.
Danh sách này bao gồm các loạt trò chơi mà Square Enix hoặc các công ty ban đầu là Enix và Square, hoặc các công ty con, là nhà phát triển hoặc nhà xuất bản chính, và cả những loạt trò chơi phát hành trước khi mua lại các công ty con. Ở đây, loạt được định nghĩa là bất kỳ tập hợp các phương tiện nào được kết nối với nhau, bao gồm nhiều hơn một bản phát hành, và loạt trò chơi điện tử là các tác phẩm ban đầu được tạo ra dưới dạng một trò chơi điện tử, hoặc một chuỗi các trò chơi điện tử.

## Loạt trò chơi điện tử
Chú thích
| Loạt tác phẩm          | Thể loại chính                                               | Phát hành đầu tiên                                 | Phát hành sau cùng                                                    |
| ---------------------- | ------------------------------------------------------------ | -------------------------------------------------- | --------------------------------------------------------------------- |
| 7th Saga*              | Hành động nhập vai, giải đố                                  | 1993, The 7th Saga                                 | 1999, Mystic Ark: Theatre of Illusions                                |
| ActRaiser*             | Màn hình cuộn, platform, hành động nhập vai                  | 1990, ActRaiser                                    | 1995, Terranigma                                                      |
| All Star Pro-Wrestling | Đấu vật                                                      | 2000, All Star Pro-Wrestling                       | 2003, All Star Pro-Wrestling III                                      |
| Arkanoid               | Giả lập bắn gạch                                             | 1986, Arkanoid                                     | 2017, Arkanoid vs. Space Invaders                                     |
| Battle Gear            | Đua xe                                                       | 1996, Side by Side                                 | 2006, Battle Gear 4 Tuned Professional Version                        |
| Battlestations         | Hành động, chiến thuật thời gian thực                        | 2007, Battlestations: Midway                       | 2009, Battlestations: Pacific                                         |
| Birdie King            | Thể thao                                                     | 1982, Birdie King                                  | 1984, Birdie King 3                                                   |
| Bubble Bobble          | Platform, giải đố                                            | 1983, Chack'n Pop                                  | 2017, Bust-A-Move Journey                                             |
| Bravely                | Nhập vai                                                     | 2012, Bravely Default                              | 2015, Bravely Second: End Layer                                       |
| Bushido Blade*         | Đối kháng                                                    | 1997, Bushido Blade                                | 1998, Bushido Blade 2                                                 |
| Championship Manager*  | Thể thao, mô phỏng                                           | 1992, Championship Manager                         | 2016, Championship Manager 17                                         |
| Chaos Heat             | Kinh dị sinh tồn, Bắn súng góc nhìn người thứ ba             | 1998, Chaos Heat                                   | 2000, Chaos Break -Episode from "Chaos Heat"-                         |
| Chaos Rings*           | Nhập vai                                                     | 2010, Chaos Rings                                  | 2014, Chaos Rings III                                                 |
| Chase                  | Đua xe                                                       | 1988, Chase H.Q.                                   | 2007, Chase H.Q. 2                                                    |
| Chocobo                | Nhập vai, roguelike, đua xe                                  | 1997, Chocobo's Mystery Dungeon                    | 2012, Chocobo's Chocotto Farm                                         |
| Chrono                 | Nhập vai                                                     | 1995, Chrono Trigger                               | 1999, Chrono Cross                                                    |
| Cleopatra Fortune      | Giải đố                                                      | 1996, Cleopatra Fortune                            | 2002, Cleopatra Fortune Plus                                          |
| Conflict               | Bắn súng chiến thuật                                         | 2002, Conflict: Desert Storm                       | 2008, Conflict: Denied Ops                                            |
| Darius                 | Hành động                                                    | 1986, Darius                                       | 2015, Dariusburst Chronicle Saviours                                  |
| Death Trap             | Tiểu thuyết tương tác, visual novel                          | 1984, The Death Trap                               | 1986, Alpha                                                           |
| Densha de Go!          | Mô phỏng huấn luyện                                          | 1996, Densha de Go!                                | 2018, Densha de Go! Plug & Play                                       |
| Deus Ex                | Chiến thuật thời gian thực, bắn súng góc nhìn thứ nhất       | 2000, Deus Ex                                      | 2017, Deus Ex: Mankind Divided – VR Experience                        |
| Dragon Quest*          | Nhập vai                                                     | 1986, Dragon Quest                                 | 2018, Dragon Quest Builders 2                                         |
| Drakengard*            | Hành động nhập vai                                           | 2003, Drakengard                                   | 2017, Nier: Automata                                                  |
| Dungeon Siege*         | Hành động nhập vai                                           | 2002, Dungeon Siege                                | 2011, Dungeon Siege III                                               |
| E. V. O.*              | Nhập vai, màn hình cuộn                                      | 1990, E.V.O.: The Theory of Evolution              | 1992, E.V.O.: Search for Eden                                         |
| Eclipse                | Mô phỏng chuyến bay không gian                               | 1994, Total Eclipse                                | 1996, Titan Wars                                                      |
| Elevator Action        | Platform                                                     | 1983, Elevator Action                              | 2011, Elevator Action Deluxe                                          |
| Exit                   | Platform, giải đố                                            | 2005, Exit                                         | 2009, Exit 2                                                          |
| Fear Effect*           | Hành động phiêu lưu                                          | 2000, Fear Effect                                  | 2018, Fear Effect Sedna                                               |
| Fighting Force         | Đối kháng, beat 'em up                                       | 1997, Fighting Force                               | 1999, Fighting Force 2                                                |
| Final Fantasy          | Nhập vai                                                     | 1987, Final Fantasy                                | 2020, Final Fantasy VII Remake                                        |
| Fortune Street         | Theo nhóm, board game                                        | 1991, Itadaki Street: Watashi no Omise ni Yottette | 2017, Itadaki Street: Dragon Quest and Final Fantasy 30th Anniversary |
| Front Mission          | Nhập vai chiến thuật                                         | 1995, Front Mission                                | 2019, Left Alive                                                      |
| Gangsters*             | Chiến thuật                                                  | 1998, Gangsters: Organized Crime                   | 2001, Gangsters 2: Vendetta                                           |
| Gex                    | Platform                                                     | 1994, Gex                                          | 1999, Gex: Deep Pocket Gecko                                          |
| Groove Coaster*        | Trò chơi nhịp điệu                                           | 2011, Groove Coaster                               | 2018, Groove Coaster 4: Starlight Road                                |
| Gunslinger Stratos     | Bắn súng góc nhìn người thứ nhất                             | 2012, Gunslinger Stratos                           | 2017, Gunslinger Stratos Σ                                            |
| Hanjuku Hero           | Chiến lược thời gian thực                                    | 1988, Hanjuku Hero                                 | 2005, Hanjuku Galaxy Lunch                                            |
| Hat Trick Hero         | Thể thao                                                     | 1990, Football Champ                               | 1995, Hat Trick Hero '95                                              |
| Heimdall*              | Hành động nhập vai                                           | 1991, Heimdall                                     | 1994, Heimdall 2: Into the Hall of Worlds                             |
| Just Cause*            | Sandbox, bắn súng góc nhìn người thứ ba, hành động phiêu lưu | 2006, Just Cause                                   | 2018, Just Cause 4                                                    |
| KiKi KaiKai            | Bắn súng                                                     | 1986, KiKi KaiKai                                  | 2001, Pocky & Rocky with Becky                                        |
| Kingdom Hearts         | Hành động nhập vai                                           | 2002, Kingdom Hearts                               | 2020, Kingdom Hearts: Melody of Memory                                |
| Legacy of Kain         | Hành động phiêu lưu                                          | 1996, Blood Omen: Legacy of Kain                   | 2003, Legacy of Kain: Defiance                                        |
| Life Is Strange*       | Phiêu lưu đồ họa                                             | 2015, Life Is Strange                              | 2018, Life Is Strange 2                                               |
| Lord of Vermilion      | Thẻ bài                                                      | 2008, Lord of Vermilion                            | 2017, Lord of Vermilion IV                                            |
| Lufia*                 | Nhập vai                                                     | 1993, Lufia & the Fortress of Doom                 | 2010, Lufia: Curse of the Sinistrals                                  |
| Mana                   | Nhập vai                                                     | 1991, Final Fantasy Adventure                      | 2020, Trials of Mana                                                  |
| Million Arthur*        | Nhập vai, thu thập thẻ bài                                   | 2012, Kaku-San-Sei Million Arthur                  | 2018, Kou-Kyou-Sei Million Arthur                                     |
| Mini Ninjas*           | Hành động phiêu lưu                                          | 2009, Mini Ninjas                                  | 2013, Mini Ninjas Mobile                                              |
| Musashi                | Nhập vai                                                     | 1990, Adventures of Musashi                        | 2005, Musashi: Samurai Legend                                         |
| Ogre                   | Nhập vai chiến thuật, chiến lược thời gian thực              | 1993, Ogre Battle: The March of the Black Queen    | 2010, Tactics Ogre: Wheel of Fate                                     |
| Operation Wolf         | Bắn súng                                                     | 1987, Operation Wolf                               | 1998, Operation Tiger                                                 |
| Pandemonium            | Platform                                                     | 1996, Pandemonium!                                 | 1997, Pandemonium 2                                                   |
| Parasite Eve           | Nhập vai, Bắn súng góc nhìn người thứ ba                     | 1998, Parasite Eve                                 | 2010, The 3rd Birthday                                                |
| Power Blade*           | Hành động, platform                                          | 1991, Power Blade                                  | 1992, Power Blade 2                                                   |
| Psychic Force          | Đối kháng                                                    | 1995, Psychic Force                                | 2005, Psychic Force Complete                                          |
| Qix                    | Giải đố                                                      | 1981, Qix                                          | 2009, Qix++                                                           |
| Rakugaki Ōkoku         | Nhập vai                                                     | 2002, Magic Pengel: The Quest for Color            | 2004, Graffiti Kingdom                                                |
| Ray                    | Shoot 'em up                                                 | 1994, RayForce                                     | 1998, RayCrisis: Series Termination                                   |
| SaGa                   | Nhập vai                                                     | 1989, The Final Fantasy Legend                     | 2019, Romancing SaGa 3                                                |
| Shellshock*            | Bắn súng                                                     | 1995, Shellshock: Jus' Keepin' da Peace            | 2009, Shellshock 2: Blood Trails                                      |
| Sonic Blast Man        | Beat 'em up                                                  | 1990, Sonic Blast Man                              | 2011, Sonic Blast Heroes                                              |
| Space Invaders         | Bắn súng tại chỗ                                             | 1978, Space Invaders                               | 2018, Space Invaders Extreme                                          |
| Speed Race             | Đua xe                                                       | 1974, Speed Race                                   | 1998, Automobili Lamborghini: Super Speed Race 64                     |
| Star Ocean*            | Nhập vai                                                     | 1996, Star Ocean                                   | 2016, Star Ocean: Anamnesis                                           |
| Supreme Commander*     | Chiến lược thời gian thực                                    | 2007, Supreme Commander                            | 2010, Supreme Commander 2                                             |
| Thief                  | Lén lút, hành động phiêu lưu                                 | 1998, Thief: The Dark Project                      | 2014, Thief                                                           |
| Thunderhawk            | Mô phỏng máy bay chiến đấu                                   | 1992, Thunderhawk                                  | 2001, Thunderhawk: Operation Phoenix                                  |
| Tobal*                 | Đối kháng                                                    | 1996, Tobal No. 1                                  | 1997, Tobal 2                                                         |
| Tomb Raider            | Hành động phiêu lưu                                          | 1996, Tomb Raider                                  | 2018, Shadow of the Tomb Raider                                       |
| Urban Chaos*           | Hành động phiêu lưu, bắn súng góc nhìn thứ nhất              | 1998, Urban Chaos                                  | 2006, Urban Chaos: Riot Response                                      |
| Valkyrie Profile*      | Nhập vai                                                     | 1999, Valkyrie Profile                             | 2016, Valkyrie Anatomia: The Origin                                   |
| Wonder Project*        | Mô phỏng cuộc sống                                           | 1994, Wonder Project J                             | 1996, Wonder Project J2                                               |